# Acragas peckhami
Acragas peckhami là một loài nhện trong họ Salticidae.
Loài này thuộc chi Acragas. Acragas peckhami được Arthur Merton Chickering miêu tả năm 1946.